# 七戸家国
七戸 家国（しちのへ いえくに）は、戦国時代から安土桃山時代にかけての武将。南部氏の家臣。陸奥国北郡七戸城城主。通称は彦三郎。妻は九戸信仲の娘。

## 略歴
七戸直国の子として誕生。
陸奥西部から侵攻する大浦為信と戦うが、その勢いを止めることはできず、所領の平内を奪われた。
天正19年（1591年）、九戸政実の乱の際、九戸政実に与同し、近隣の六戸城や伝法寺城を攻撃した。政実らと共に討伐軍を翻弄したが降伏。後に処断された。43歳。

## 登場作品
- 高橋克彦『天を衝く - 秀吉に喧嘩を売った男・九戸政実 上』講談社、2001年10月19日。ISBN 4-06-210881-X。
- 高橋克彦『天を衝く - 秀吉に喧嘩を売った男・九戸政実 下』講談社、2001年10月19日。ISBN 4-06-210882-8。